# Фотонный ящик Эйнштейна
Фотонный ящик Эйнштейна — гипотетическое устройство, якобы способное, вопреки соотношению неопределённостей между энергией и временем, измерить энергию фотона с любой заданной точностью в любой момент времени, также заданный с любой точностью. Идея этого устройства была выдвинута А. Эйнштейном во время его дискуссии с Н. Бором на Сольвейской конференции в 1930 г. Н. Бор объяснил этот парадокс и подчеркнул, что необходимо различать собственно измерительные приборы, служащие для определения системы отсчёта и те части прибора, которые являются объектами исследования и подвержены квантовым эффектам.

## Формулировка парадокса
Фотонный ящик Эйнштейна состоит из ящика с отверстием в стенке, которое можно открывать и закрывать при помощи часового механизма изнутри ящика. Пусть ящик заполнен излучением, а часовой механизм запрограммирован открыть отверстие в заданный момент на очень короткое время. Таким образом, можно добиться того, что в момент времени, заданный с любой точностью, через отверстие пройдет один фотон. Путем определения разности масс {\displaystyle \Delta m} ящика до и после этого момента времени при помощи взвешивания, якобы можно, вопреки соотношению неопределённостей между энергией и временем, измерить энергию фотона {\displaystyle \Delta E} с любой желаемой точностью согласно формуле Эйнштейна зависимости между массой и энергией:
{\displaystyle \Delta E=\Delta mc^{2}} (1)

## Объяснение парадокса
Предположим, что фотонный ящик для взвешивания подвешен на пружине, к нему прикреплена стрелка, а снизу к ящику прикреплена подставка с гирями для точной установки стрелки к нулю измерительной шкалы в процессе взвешивания (см. рис). Для взвешивания фотонного ящика необходимо установить стрелку весов, прикреплённую к ящику, в нулевое положение шкалы с некоторой наперёд заданной точностью {\displaystyle \Delta q}. Но, согласно соотношению неопределённостей, при этом возникает неопределённость импульса ящика {\displaystyle \Delta p} ({\displaystyle \hbar } - постоянная Планка):
{\displaystyle \Delta q\Delta p\geqslant {\frac {\hbar }{2}}}.
Эта неопределённость должна быть меньше импульса, переданного полем тяготения телу с массой {\displaystyle \Delta m} в течение времени {\displaystyle T}, в течение которого происходит процесс взвешивания ({\displaystyle g} - ускорение свободного падения):
{\displaystyle Tg\Delta m>\Delta p\geqslant {\frac {\hbar }{2\Delta q}}} (2)
В то же время, по общей теории относительности, часы, сместившиеся в поле силы тяжести на величину {\displaystyle \Delta q}, изменят свой ход таким образом, что их показание в течение промежутка времени {\displaystyle T} изменится на величину {\displaystyle \Delta T} ({\displaystyle c} - скорость света):
{\displaystyle {\frac {\Delta T}{T}}={\frac {g\Delta q}{c^{2}}}} (3)
Из формул (2) и (3) следует, что вследствие взвешивания показания часов содержат неопределённость {\displaystyle \Delta T}:
{\displaystyle \Delta T\geqslant {\frac {\hbar }{2c^{2}\Delta m}}}
Из этой формулы и формулы (1) следует, что неопределённость знаний показаний часов и неопределённость знаний энергии фотона связаны согласно соотношению неопределённостей:
{\displaystyle \Delta T\Delta E\geqslant {\frac {\hbar }{2}}}